# Цуни (Казерта)
Цуни (итал. Zuni) је насеље у Италији у округу Казерта, региону Кампанија.
Према процени из 2011. у насељу је живело 5856 становника. Насеље се налази на надморској висини од 118 м.